# NGC 2735
NGC 2735 is een balkspiraalstelsel in het sterrenbeeld Kreeft. Het hemelobject werd op 26 februari 1878 ontdekt door de Franse astronoom Édouard Jean-Marie Stephan. Het bevindt zich in de buurt van NGC 2735A.

## Synoniemen
- UGC 4744
- MCG 4-22-2
- ZWG 121.3
- Arp 287
- VV 40
- IRAS08597+2608
- PGC 25399